# Wilhelm Sandermann
Heinrich Wilhelm Sandermann (* 6. September 1909 in Selsen; † 2. April 1994) war ein deutscher Chemiker (Holzchemie). 1956 synthetisierte er als Erster  TCDD (Dioxin) und erkannte auch dessen extreme Giftigkeit.

## Lebenslauf
Nach dem Abitur am Leopoldinum in Detmold studierte Sandermann ab 1930 Chemie und Botanik an der Universität Gießen und der Universität Leipzig, an der er 1936 bei Heinrich Wienhaus promovierte. Als Post-Doktorand war er Assistent von Wienhaus am Institut für Pflanzenchemie und Holzforschung in Tharandt und 1936 bis 1938 bei dem Biochemiker Olof Arrhenius in Södermanland, dem Sohn von Svante Arrhenius. Von 1938 bis 1947 war er bei der Firma Spangenberg in Hamburg, wo er Chefchemiker wurde. 1941 habilitierte er sich an der TH Dresden. Von 1947 bis 1975 leitete er die Abteilung Holzchemie an der Bundesforschungsanstalt für Forst- und Holzwirtschaft in Reinbek, an der er ab 1957 Professor und Direktor des Instituts für Holzchemie und Zellstoffchemie war. Außerdem war er ab 1947 Privatdozent und 1954 bis 1957 außerplanmäßiger Professor an der Universität Hamburg und 1963 bis zur Emeritierung 1975 Professor für Holzchemie an der Universität Hamburg. Später zog er nach Donaustauf.
1983 war er Gastprofessor an der Chinesischen Akademie für Forstwirtschaft in Peking.

## Wirken
Dioxin und dessen Giftigkeit wurde von Sandermann und Kollegen am Institut für Holzforschung 1957 bei Arbeiten an Pentachlorphenol entdeckt, die vorgesetzte Dienststelle (Bundesministerium für Ernährung, Landwirtschaft und Forsten) verbot damals jede weitere Forschung wegen dessen Giftigkeit und der möglichen Verwendung als Kampfstoff und auch die Veröffentlichung (sie erfolgte etwas versteckt in der Arbeit über Pentachlorphenol ohne Hervorhebung der besonderen Giftigkeit von TCDD). Es kamen aber immer wieder Arbeitsunfälle in Chemiefabriken mit Trichlorphenol und dessen Derivaten vor, und TCDD wurde schließlich auch öffentlich bekannt als dessen Verursacher als Sandermann dem Universitätsklinikum Eppendorf bei solchen Unfallpatienten die chemischen Daten zur Verfügung stellte. Dabei arbeitete er mit dem Mediziner Karl-Heinz Schulz in Eppendorf zusammen. Nach Ansicht von Sandermann war damit nach ihren Publikationen ab 1957 die Giftigkeit von TCDD den Fachleuten bekannt und Sandermann publizierte auch noch 1974 ausführlich darüber. Trotzdem rätselte man auch später noch bei verschiedenen Chemieunglücken über den Verursacher bis hin zum Seveso-Unglück 1976.
Er veröffentlichte viel über nützliche und schädliche Holzinhaltsstoffe und deren Biogenese (zum Beispiel von Terpenen), schädliche Holzarten und Holzschutzmittel (zum Beispiel gegen Termiten), thermische Zersetzung von Holz. In den 1950er Jahren schrieb er einen Aufsatz über Urananreicherung in Pflanzen und über die Geschichte der Holzschutzchemie und später zum Beispiel über prähistorische Kitte und Leime von Bäumen wie Birkenrinde und die Papiererfindung bei den Chinesen und in anderen Kulturen (Tibet, Altamerika) und Ambra-Riechstoffe (bei denen er ein Patent hielt).
Er schrieb Satiren unter den Pseudonymen Wilhelm Selhus (darunter ein Satirebuch auf die Präastronautik eines Erich von Däniken) oder Guillermo Selasca. Von ihm stammen auch Reiseberichte und populärwissenschaftliche Bücher.

## Schriften (Auswahl)
- Chemische Grundlagen der Holzschutzmittel gegen Termiten und ihre Anwendungsverfahren, in Hans Schmidt (Hrsg.), Die Termiten, Akad. Verlagsges. Geest und Portig, Leipzig 1955, S. 208–244
- Grundlagen der Chemie und chemischen Technologie des Holzes, Akademische Verlagsgesellschaft Geest und Portig, Leipzig 1956
- Die natürlichen Holze, in: Ullmanns Enzyklopädie der Technischen Chemie, Band 8,  1957, S. 393–417
- Der Göttervogel ruft nicht mehr. Erlebnisbericht aus den Nebel-Urwäldern der Mayas, Bertelsmann 1957
- Chemie natürlicher Harze,  in: Hans Paul Kaufmann, Josef Baltes, Artur Seher (Hrsg.), Analyse der Fette und Fettprodukte 1: Allgemeiner Teil, Springer 1958, S. 328–348, und Analyse der Harze, S. 1049–1104
- Chemische Holzverwertung 1962
- Terpenoids: structure and distribution, in: Marcel Florkin, Howard S. Mason (Hrsg.), Comparative Biochemistry. A Comprehensive Treatise, Band 3, Academic Press 1962, S. 503–590, sowie Terpenoids: metabolism, S. 591–630
- Holzinhaltstoffe, ihre Chemie und Biochemie, Die Naturwissenschaften, Band 53, 1966, S. 513–525
- Holzfunde aus alten Kulturen, Bild der Wissenschaft, 4, 1967, S. 206–217
- Das erste Eisen fiel vom Himmel. Die großen Erfindungen der großen Kulturen, Bertelsmann 1978
- Dioxin. Die Entdeckungsgeschichte des 2,3,7,8-Tetrachlordibenzo-p-dioxins (TCDD, Dioxin, Sevesogift), Naturwiss. Rundschau, Band 37, 1984, S. 173–178
- Intermediäre Bildung von Dioxinen in der Zellstoffindustrie, Naturwiss. Rundschau, Band 40, 1987, S. 253–258
- Der lange Weg zum Papier, Naturwiss. Rundschau, Band 40, 1987, S. 339–352
- Die Kulturgeschichte des Papiers, Springer 1988, ISBN 3-540-18612-3